# Voltamperometria cíclica

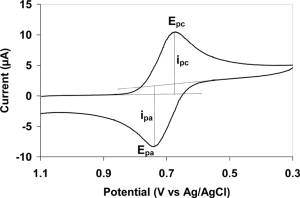
Gràfica característica d'una voltamperometria cíclica, on el corrent està representat en funció del potencial aplicat. i indiquen els pics catòdic i anòdic respectivament, en una reacció reversible.

La voltamperometria cíclica és un tipus de mesura electroquímica. En una voltamperometria cíclica, el potencial de l'elèctrode de treball és augmentat en funció del temps. A diferència de la voltamperometria d'escombrat lineal, un cop s'arriba al potencial desitjat per a l'experiment, el potencial de l'elèctrode de treball és disminuït en direcció contrària per a retornar al potencial inicial. Aquest cicle se sol repetir tantes vegades com siguin necessàries.
Els valors de corrent a l'elèctrode de treball són representats gràficament en funció del potencial aplicat a aquest elèctrode per a obtenir la traça de la voltamperometria cíclica.
Les voltamperometries són utilitzades generalment per a estudiar les propietats electroquímiques d'un analit en una solució, o d'una molècula absorbida sobre l'elèctrode.

## Mètode experimental
En una voltamperometria cíclica, el potencial de l'elèctrode varia linealment amb el temps en fases cícliques. La variació de voltatge per unitat de temps durant cadascuna d'aquestes fases s'anomena "scan rate", en V/s. El potencial es mesura entre l'elèctrode de treball i un elèctrode de referència, mentre que la intensitat de corrent es mesura entre l'elèctrode de treball i el contraelèctrode o elèctrode auxiliar. Aquestes magnituds són representades com corrent en funció del potencial aplicat. Durant l'escombrat inicial cap endavant el potencial aplicada és cada vegada més reductor; per tant el corrent catòdic augmentarà, almenys inicialment, durat aquest període, assumint que hi ha analits reductibles en el sistema. En algun punt després d'arribar al potencial de reducció de l'analit, el corrent catòdic començarà a disminuir ja que la concentració d'analit reductible s'haurà esgotat. Si el parell redox és reversible, durant l'escombrat invers l'analit reduït començarà a ser re-oxidat, donant origen un corrent de polaritat inversa (corrent anòdic) a l'anterior. Quant més reversible és el parell redox, més semblant són els pics de reducció o i el d'oxidació. D'aquesta forma, la voltamperometria cíclica pot oferir informació sobre els potencials redox i sobre reaccions electroquímiques.
Per exemple, si la transferència d'electrons a l'elèctrode de treball és ràpid i el corrent està limitat per la difusió de les espècies de l'analit sobre la superfície de l'elèctrode, llavors el corrent de pic serà proporcional a l'arrel quadrada del "scan rate". Aquesta relació és descrita per l'equació de Randles-Sevcik. En aquest cas, la voltamperometria cíclica només té en compta mostres d'una petita porció de la solució, la capa de difusió a la superfície de l'elèctrode.

## Configuració experimental
Els experiments de voltamperometria cíclica són duts a terme en una cel·la amb certs elèctrodes. La dissolució consisteix en un solvent, en el qual hi ha dissolt l'electròlit i les espècies a estudiar.

### La cel·la electroquímica
Una voltamperometria cíclica convencional empra una cel·la amb 3 elèctrodes: l'elèctrode de referència, l'elèctrode de treball i el contraelèctrode. Usualment, s'afegeix electròlit a la dissolució/mostra per tal d'assegurar una conductivitat prou elevada. Aquest solvent, l'electròlit i la composició del material de l'elèctrode de treball determinen el rang de potencial al qual es pot sotmetre la cel·la durant l'experiment.
Els elèctrodes són fixos i reposen en dissolucions sense agitar durant l'experiment. Aquest mètode de dissolució "quieta" dona lloc als pics controlats per difusió característics de les voltamperometries cícliques. A més, també permet conservar una part de l'analit després de la reducció o oxidació, de forma que podrà tornar a mostrar més activitat redox. Agitar la dissolució entre voltamperometries cícliques és important per tal de proveir la superfície de l'elèctrode amb analit nou per cada experiment.
La solubilitat de l'analit pot canviar dràsticament en relació amb la seva càrrega; per això és habitual que espècies reduïdes o oxidades de l'analit precipitin a l'elèctrode.
Aquesta formació de capes pot aïllar la superfície de l'elèctrode, mostrar la seva pròpia activitat redox en els següents escombrats, o alterar la superfície de l'elèctrode de tal manera que afecti les mesures de la voltamperometria cíclica. Per aquesta raó és important netejar sovint els elèctrodes entre entre experiments.
Materials comuns per a l'elèctrode de treball inclouen carboni amorf, platí i or. Un elèctrode de treball comú té un radi de l'ordre de magnitud de 1 mm. Tenir una àrea superficial controlada amb una forma ben definida és essencial per poder interpretar correctament els resultats de la voltamperometria cíclica.
Per a scan rates molt grans, un elèctrode de treball corrent és insuficient. Scan rate elevats creen pics amb valors alts de corrent i resistència, que resulten en distorsions. Això es pot evitar utilitzant ultramicroelèctrodes.
El contraelèctrode, també conegut com a elèctrode auxiliar, pots ser de qualsevol material que condueixi fàcilment el corrent i que no reaccioni amb el volum de la solució. Les reaccions que ocorren a la superfície del contraelèctrode no són importants mentre aquest continuï conduit el corrent elèctric. Per mantenir el corrent observat, el contraelèctrode sovint oxidarà o reduirà el solvent o l'electròlit.

### Els solvents
En les voltamperometries cícliques es poden emprar una amplia varietat de dissolucions. Fent servir els elèctrodes típics, els solvents dissolen no només l'analit (normalment al voltant del mM), sinó també l'electròlit, generalment a molt més altes concentracions. Per a dissolucions aquoses aquests requeriments són trivials, però per a dissolucions no aquoses les opcions per a un solvent adequat són poques.

### L'electròlit
L'electròlit assegura una bona conductivitat elèctrica i que els potencials registrats corresponen als valors reals de potencials. Per a dissolucions aquoses hi ha molts tipus d'electròlit, però els més habituals són salts de metalls alcalins de perclorat o nitrat. En solvents no aquosos, el rang d'electròlits és més limitat, i una opció popular és NBu₄PF₆.

## Tècniques relacionades
Altres tècniques potenciondinàmiques afegeixen pertorbacions AC de petita amplitud a la rampa de potencial, i mesuren la resposta variable en un valor de freqüència (voltamperometria AC) determinat, o en varies freqüències simultàniament (espectroscòpia d'impedància electroquímica potenciodinàmica). La resposta en corrent altern és bidimensional, caracteritzada per amplitud i fase. Aquestes dades poden ser analitzades per a determinar informació sobre certs processos fisicoquímics (transferència de càrrega, difusió, càrrega de doble capa, etc.). L'anàlisi de la resposta en freqüència habilita simultàniament la monitorització de diferents processos que contribueixen a la resposta AC potenciodinàmica d'un sistema electroquímic.
Mentre la voltamperometria cíclica no és una tècnica hidrodinàmica, alguns altres mètodes electroquímics ho són. En tals casos, el corrent flueix a la superfície de l'elèctrode tot agitant la dissolució, bombejant-la, o rotant l'elèctrode com és en el cas dels elèctrodes d'anell-disc rotatori. Aquestes tècniques, estan enfocades en condicions d'estat estacionari i produeixen formes d'ona que semblen idèntiques quan s'escombra tan en sentit positiu com en negatiu i, per tant, limitades a voltamperometria d'escombrat lineal.

## Aplicacions
La voltamperometria cíclica s'ha convertit en una important i àmpliament utilitzada tècnica electroanalítica en moltes àrees de la química. Sovint és utilitzada per a estudiar una gran varietat de processos redox, per a determinar l'estabilitat dels productes de reaccions, per a investigar la presència de determinades reaccions redox, per a la cinètica de la transferència d'electrons, i la reversibiltat de reaccions. La voltamperometria cíclica també es pot utilitzar per a determinar l'estequiometria d'electrons d'un sistema, el coeficient de difusió d'un analit, i el potencial de reducció formal d'un analit, el qual pot ser emprat com a eina d'identificació. A més, ja que la concentració és proporcional al corrent un sistema de Nernst reversible, la concentració d'una dissolució desconegut pot ser determinada mitjançant la generació d'una corba de calibratge del corrent en funció de la concentració.
En l'àmbit de la biologia cel·lular, és usada per a mesurar les concentracions d'organismes vius. Dins la química dels organometàl·lics, s'utilitza per a avaluar mecanismes redox.